# Linguiça

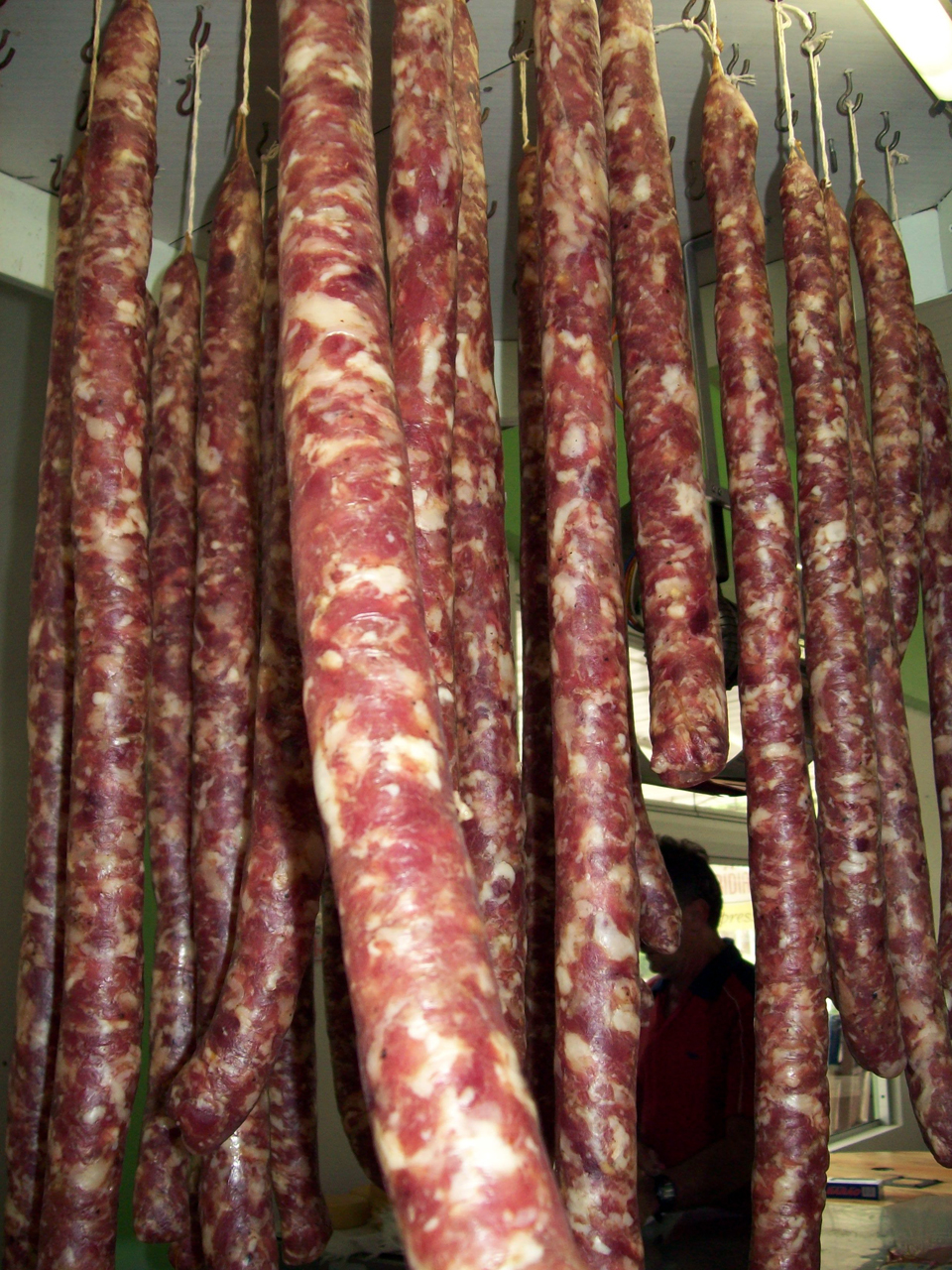
Linguiça en vente à Espirito Santo, au Brésil.

La linguiça (/lĩˈɡwisɐ/) est une saucisse portugaise de porc assaisonnée à l’ail et au paprika et fumée.
Hors du Portugal, des Açores et du Brésil, la linguiça est également populaire à Goa (ancienne colonie portugaise en Inde), aux États-Unis (dans le sud-est du Massachusetts entre Boston et le New Hampshire, en Californie, à Seattle, dans le New Jersey, dans le Rhode Island, à Hawaï) ainsi qu'à Okinawa au Japon.

## Préparation
Comme beaucoup d’autres saucisses, la linguiça est généralement servie dans le cadre d’un repas traditionnel, généralement accompagnée de riz, de haricots, de porc et d’autres produits. Elle est normalement tranchée avant d’être braisée ou grillée. Le plat traditionnel portugais de la feijoada, également commune au Brésil et en Angola, associe, par exemple, la linguiça avec des haricots, du jarret de porc et d’autres aliments. À Hawaï, McDonald's sert des petits déjeuners à base de linguiça hawaïenne qui est habituellement fumée dans des feuilles de bananier.
La linguiça est également utilisée dans la francesinha, le sandwich traditionnel portugais originaire de Porto. La linguiça donne une saveur distincte à la francesinha.
La linguiça est également populaire au sein la communauté catholique de Mangalore. Plus épicée que la linguiça portugaise et fortement aromatisée avec des piments rouges, du poivre, du curcuma et du sel, elle est plus étroitement liée au chorizo de Goa. En général, elle est préparée dans une base d’oignons à moitié frits, à laquelle on ajoute du sucre et du vinaigre avant de faire cuire à feu doux, préférablement au feu de bois.